# Pont de la Première-Armée-Française

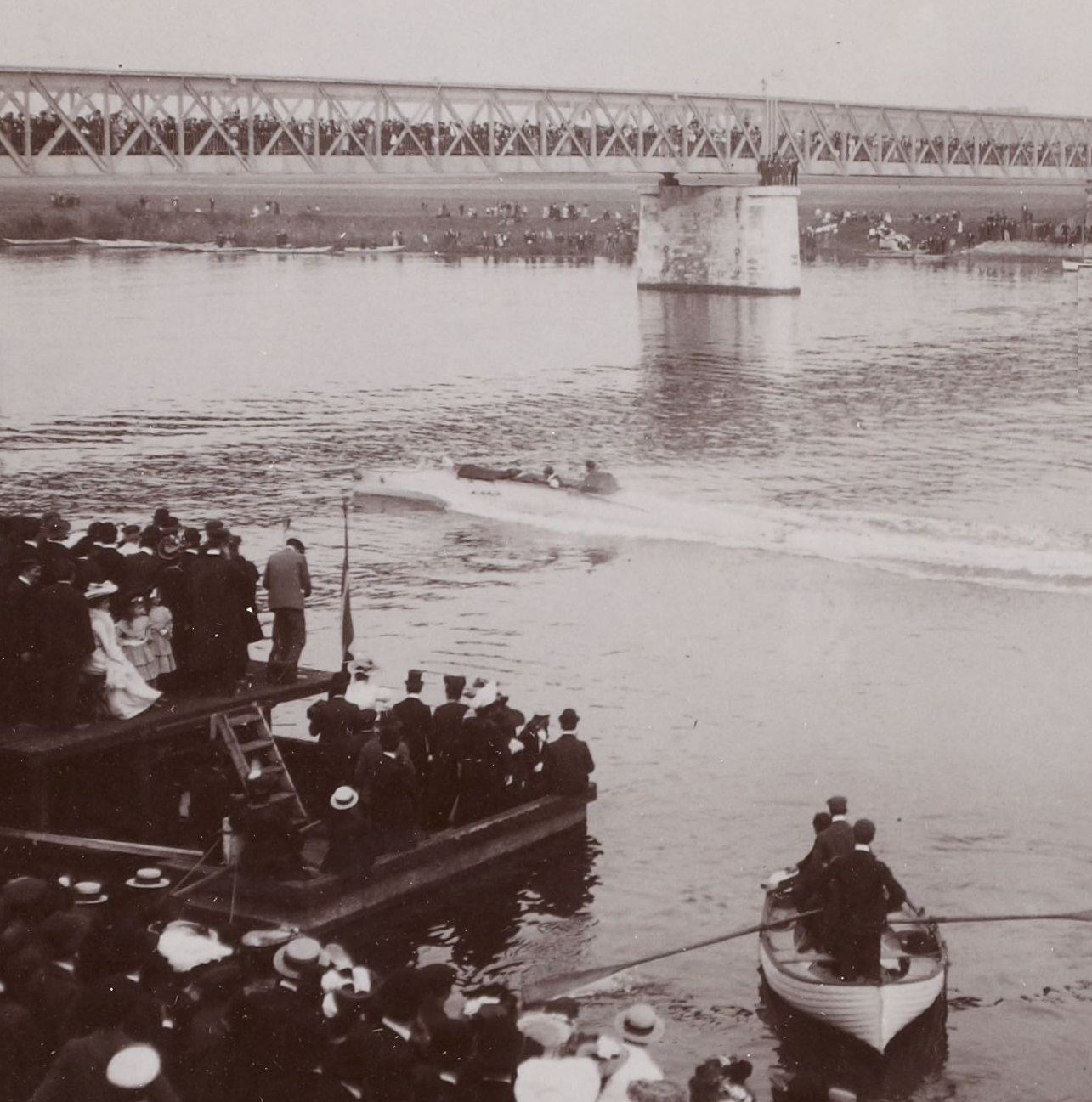
Compétition motonautique sous l'ancien pont de Juvisy-Draveil, 1904, photo Jules Beau

Le pont de la Première-Armée-Française est un pont routier qui franchit la Seine entre les communes de Juvisy-sur-Orge et Draveil en Essonne. Cet ouvrage d'art en béton précontraint mis en service en mars 1968 a été officiellement inauguré le 25 avril 1970. Son tablier posé sur deux doubles piles de béton accueille les quatre voies de la D 931 et deux trottoirs.

## Historique
Le premier pont de Juvisy-Draveil fut construit dans les années 1893/1894 pour remplacer un bac. Il comportait trois travées de 54 mètres supportant un tablier métallique à poutres en treillis de type croix de Saint-André, espacées de 7.50 mètres d'axe en axe et hautes de 4,08 mètres. La superstructure métallique pesait 400 tonnes.
Ce premier pont, volontairement rendu impraticable en 1940 par l'armée française pour enrayer l'avance allemande fut sous l'Occupation provisoirement réparé par les Allemands. Partiellement effondré à la suite du bombardement de Juvisy par la Royal Air Force en 1944, il fut une fois de plus reconstruit provisoirement en 1946, avec les restes de l'ancien pont, avant d'être remplacé par le pont actuel.